# Joué-sur-Erdre
Joué-sur-Erdre is een gemeente in het Franse departement Loire-Atlantique (regio Pays de la Loire). De plaats maakt deel uit van het arrondissement Châteaubriant-Ancenis. Joué-sur-Erdre telde op 1 januari 2022 2.753 inwoners.

## Geografie

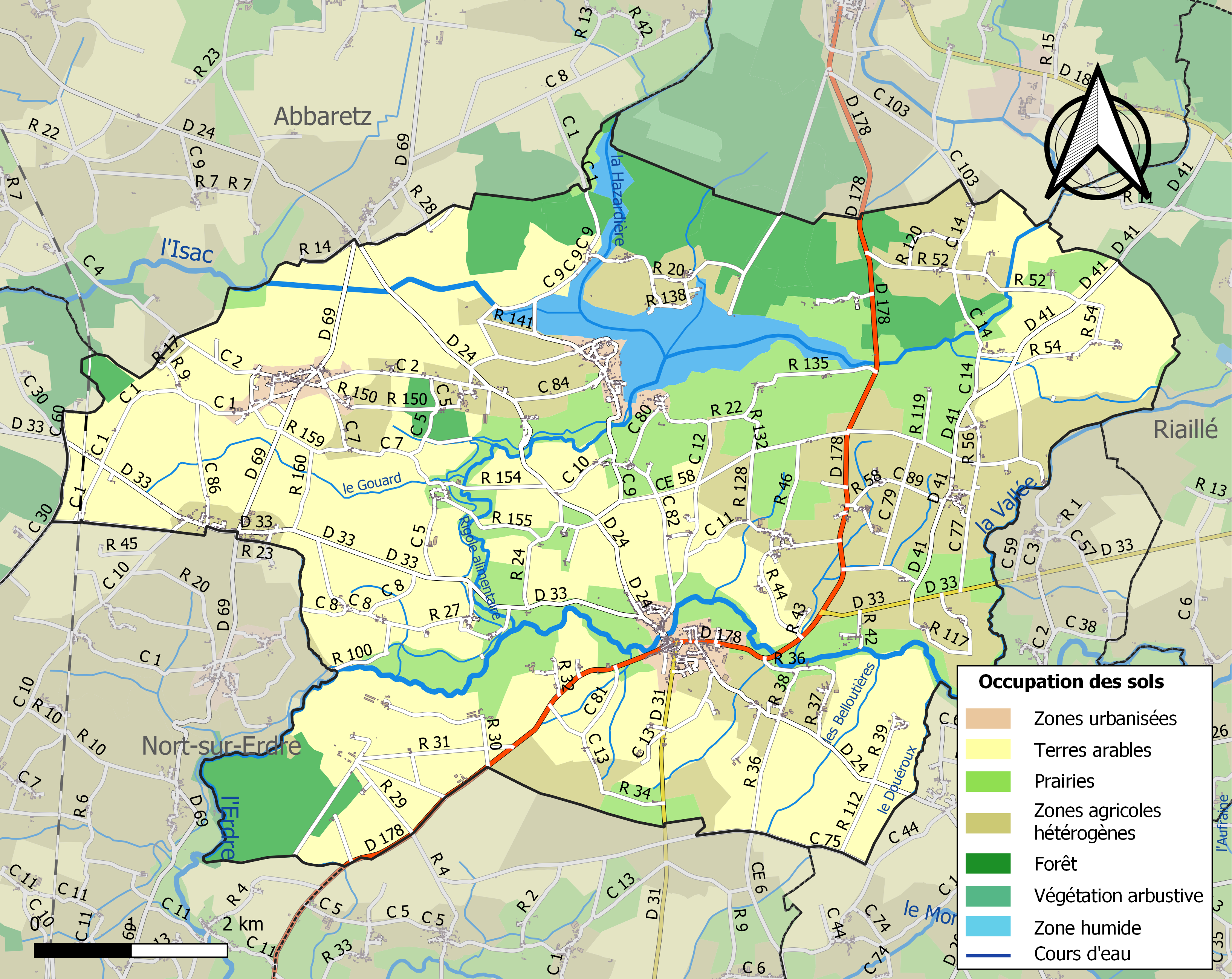
Kaart van de gemeente met de belangrijkste infrastructuur, bodemgebruik en omliggende gemeenten

De oppervlakte van Joué-sur-Erdre bedroeg op 1 januari 2022 54,53 vierkante kilometer; de bevolkingsdichtheid was toen 50,5 inwoners per km².

Joué-sur-Erdre.
La Demenure.
La Mulonnière.
La Gicquelière.

## Demografie
Onderstaande figuur toont het verloop van het inwonertal (bron: INSEE-tellingen).